# Knock
Knock, cuyo nombre irlandés es An Cnoc, que significa La colina – pero actualmente generalmente conocido en irlandés como Cnoc Mhuire, "Colina de (la Virgen) María") es un pueblo en el Condado de Mayo, Irlanda. Su popularidad es fruto del Santuario de Knock, un santuario católico aprobado y lugar de peregrinación donde los fieles creen que la Santísima Virgen María, San José y San Juan el evangelista aparecieron el 21 de agosto de 1879. En el siglo XX, Knock se convirtió en uno de los principales santuarios católicos marianos de Europa, junto a Lourdes y Fátima . Un millón y medio de peregrinos visitan el Santuario de Knock anualmente. El Papa Juan Pablo II, un partidario de la devoción a la Virgen María, visitó Knock en 1979 para conmemorar el centenario de la aparición. Knock es también una parroquia civil en la antigua baronía de Costello.

## Toponimia
A principios del siglo XXI su nombre en irlandés era Cnoc Mhuire, «colina de María», pero una comisión gaélica de toponimia decidió devolverle su nombre original, An Cnoc, que significa «la colina».

## Lugar sagrado
Desde el siglo XIX está considerado lugar sagrado de aparición de la Virgen por la Iglesia católica, con el estatus de santuario mariano. Se le llama el Lourdes irlandés, aunque, contrariamente a otros lugares de apariciones, en este caso, la Virgen no dio ningún mensaje, y su importancia se debe a la aparición en sí misma. La construcción de la basílica se hizo en 1967 por mediación de monseñor James Horan, párroco de la iglesia, que como alcalde consiguió también que se construyera un aeropuerto y que Juan Pablo II visitara el lugar de la aparición.
El papa Juan Pablo II visitó este lugar en 1979 y la madre Teresa de Calcuta lo hizo en 1993. Cada año lo visitan un millón y medio de personas.

## Monseñor James Horan
Se convirtió en párroco de Knock en 1963 y logró tres logros importantes y emblemáticos.
- Construcción de una nueva basílica, Our Lady, Queen of Ireland, en el Santuario de Knock en 1967 que puede acomodar 10,000.
- La construcción del Ireland-West Airport
- Una visita del Papa Juan Pablo II para visitar a Knock en 1979 para conmemorar el centenario de la aparición.

El Monseñor Horan murió el 1 de agosto de 1986.

## Educación
La escuela primaria local es Knock National School, construida en 1966.

## Deportes
El club de fútbol local es Kiltimagh Knock United F.C. establecido en 2002. Su terreno, CMS Park, está situado en Cloonlee en Knock / Kiltimagh Road, a 3 km del pueblo. No hay otros clubes deportivos ubicados en el área de la parroquia y los jugadores de la aldea a menudo juegan para clubes vecinos.

## Transporte
Ireland West Airport Knock, que se encuentra a 20 km (12,5 millas) al norte de la aldea en la N17 fue inaugurado por Monseñor James Horan el 30 de mayo de 1986 y ha sido un importante impulso turístico para el pueblo y el santuario.